# Batalla de Gitschin
La Batalla de Gitschin o Jičín (en alemán: Schlacht bei Gitschin) fue una batalla de la guerra austro-prusiana el 29 de junio de 1866, que terminó con una victoria de Prusia sobre las fuerzas del Imperio austríaco. Hay un monumento hoy en Jičín en República Checa conmemorando la batalla.

## Acontecimientos

### Despliegue austríaco
Después de ser derrotado en la Münchengrätz, el ejército del Iser a las órdenes de Clam-Gallas se redesplegó en Jičín. Desconociendo que después de la batalla de Skalitz Benedek había detenido el avance del Ejército del Norte hacia Jičín, donde bajo el plan de batalla austríaco la conjunción de ambos ejércitos habría tenido lugar para caer sobre uno de los ejércitos principales de Prusia para vencerlos, Clam-Gallas tenía la impresión de que sería apoyado directamente por las unidades avanzadas del ejército del Norte (III Cuerpo), y decidió dar batalla. La línea de batalla de Clam-Gallas consistía en la brigada de Abele en las alturas de Privysin a la izquierda, apoyada por la brigada de Ringelsheim bloqueando la carretera de Münchengrätz en Lochov, el centro en la colina de Brada estaba en manos de la brigada de Poschacher, apoyada por la de Leiningen, y la ciudad de Eisenstadtl a la derecha iba a ser ocupada por la brigada de Piret y la 1.ª División de Caballería Ligera. La posición entre Poschacher y Piret debía ser sostenida por el ejército sajón, que después de tomar una ruta más larga hacia el sur desde Münchengrätz había acampado la noche anterior a unos 10 kilómetros al sur de su posición designada en la línea de batalla, dejando una brecha vulnerable entre el centro austríaco y la derecha. La brecha se llenó temporalmente con una gran batería austriaca de 56 cañones.

### Ataque prusiano contra Jičín
El 29 de junio de 1866, después de haber ganado en Münchengrätz, el ejército prusiano del Elba y el 1.º ejército enviaron cada uno una división de infantería hacia Jičín. Desde el norte, la 5.ª División prusiana, bajo Ludwig Tümpling, avanzó hacia Jičín. Después de usar sus baterías de artillería ablandar la posición austriaca, Tümpling atacó el centro y la derecha. El fuego de cañón sorprendió a los sajones, cuya avanzada brigada estaba todavía a cuatro kilómetros de su posición designada en la línea de batalla. Antes de las 6:00 p. m., la brigada de Poschacher pudo detener los ataques en su posición de la colina por la 9.ª Brigada Prusiana, y Abele había podido detener el ataque de la 10.ª Brigada prusiana en las alturas de Privysin. A las 6:00 p. m. avanzando desde el oeste, las unidades de avanzada de la 3.ª División prusiana, parte del ejército del Elba y lideradas por August von Werder, atacaron a Ringelsheim pero se vieron rechazadas.
El siguiente ataque prusiano fue dirigido a la posición de centroderecha en la aldea de Zames, donde se encontraron con el 45.º regimiento Veronés de la brigada de Piret, que fácilmente fueron desalojados. La 9.ª Brigada pudo ocupar la aldea en el centro de la posición austriaca con dos batallones. Ni la brigada de Piret ni la reserva de Leiningen fueron enviadas para tapar el agujero en el centro austríaco, dejando a los prusianos bajo el control del centro de la línea austriaca. Los débiles contraataques de los húsares de la 1.ª División de Caballería Ligera fueron frenados fácilmente por los prusianos. La artillería austríaca, bombardeó la aldea, causando el incendio de Zames, obligando a los prusianos que sostenían la aldea a atacar hacia Dilec. Los prusianos que avanzaban pudieron vencer a los sajones en Dilec y ocuparon la ciudad a las 7:30 p. m. Para tapar este agujero y ayudar a los tambaleantes sajones, Piret decidió atacar a los prusianos a su izquierda, pero Piret fue fácilmente retenido por los prusianos, reforzado por el batallón de reserva de Tümpling, y el uso del superior fusil de aguja Dreyse para aplastar las columnas atacantes austriacas, que luego colapsaron y huyeron. Simultáneamente, el ataque de Werder hacia Lochov, para flanquear Ringelsheim, también causó el colapso de la izquierda austríaca, y los prusianos pudieron empujar a Abele y Ringelsheim de vuelta a Jičín, que finalmente ocuparon a las 10:30 p. m.
A las 8:00 p. m. el personal austriaco recibió las nuevas órdenes de Benedek, que habían sido enviadas a caballo, anunciando la orden para que el ejército de Iser se uniera al ejército del Norte. Dadas estas órdenes, el Príncipe Alberto de Sajonia, a pesar de las súplicas de los austríacos de utilizar sus tropas frescas para contraatacar a los prusianos, decidió retirar sus cinco briagdes del campo de batalla, lo que provocó que los austríacos comenzaran una retirada desorganizada también.

## Resultado
Aunque ocupaba una posición fuerte, el Ejército del Iser fue derrotado por dos divisiones prusianas debido a errores estratégicos y tácticos. El personal del cuartel general hizo que Clam-Gallas creyera que sería apoyado por el ejército principal austríaco, como se había planeado originalmente, pero que le hizo luchar la batalla sin apoyo. El ejército sajón acampó a unos diez kilómetros al sur de su posición diseñada en la línea austriaca, que lo retrasó y causó un agujero en la línea de batalla, que los prusianos explotaron al máximo. Por último, el mejor fusil de aguja Dreyse dio a los prusianos una gran ventaja táctica sobre las tácticas de carga a la bayoneta austriacas.
Después de Münchengratz, los comandantes prusianos se descuidaron de concentrar su hambriento y cansado ejército de Elbae y el 1.º ejército con la rapidez suficiente para rodear y destruir el ejército del Iser, combatiendo con solo dos divisiones de dos ejércitos separados, permitiendo así que Clam-Gallas retrocediera hacia Benedek.